# Einer wie Beni Thurnheer
Einer wie Beni Thurnheer ist eine siebenteilige Castingshow mit Beni Thurnheer, welche ab 6. Februar 2011 jeweils am Sonntagabend auf dem Schweizer Sportfernsehen ausgestrahlt wurde.

## Casting
Am 13. Oktober 2010 erfolgte der erste Aufruf zur Teilnahme am Casting für die Sendung. Innert 72 Stunden meldeten sich 360 Personen. Nach zwei öffentlichen Castings in der Basler St. Jakobshalle und im Stadion Letzigrund in Zürich hatten sich bis zum Drehstart 1'400 Personen gemeldet. Zur Vorselektion mussten die Kandidaten eine kurze Sequenz aus einem Fussballspiel der Challenge League kommentieren. In der ersten Folge der TV-Serie wurden 11 Finalisten ausgewählt.

## Sendung
Die Jury besteht aus Beni Thurnheer und Claudia Lässer. In jeder Sendung kommt ein Gastjuror hinzu. Hanspeter Latour war der erste Gastjuror. Das Ziel der Castingshow ist es, einen Kommentator für Fussballspiele auf dem Schweizer Sportfernsehen zu finden. Der Sieger der Show bekommt einen Kommentatorenvertrag für das Schweizer Sportfernsehen und darf mit Aussicht auf eine Vollzeitstelle monatlich ein Challenge-League-Spiel live auf dem Sender kommentieren. Bernard Thurnheer ist Juror und Namensgeber der Sendung. Thurnheer wird den Sieger der Show auf seinem Berufsweg und damit über die TV-Sendung hinaus coachen. Im Auftrag des Schweizer Sportfernsehens hergestellt wird Einer wie Beni Thurnheer von der Produktionsfirma FaroTV, einem Tochterunternehmen der Condor Films.

## Presse
Einer wie Beni Thurnheer wurde in der Presse breit aufgenommen. Heftig diskutiert wurde die Tatsache, dass der auch vor der Kamera mitwirkende Beni Thurnheer beim Konkurrenzsender Schweizer Fernsehen unter Vertrag steht. Thematisiert wurde die TV-Serie auch auf TeleZüri. In der Talk-Show des Lokalsenders waren die Jurymitglieder Beni Thurnheer und Claudia Lässer zweimal bei Moderator Markus Gilli zu Gast.